# 그래픽스 파이프라인
3차원 컴퓨터 그래픽스에서 그래픽스 파이프라인(graphics pipeline) 또는 렌더링 파이프라인(rendering pipeline)은 3차원 이미지를 2차원 래스터 이미지로 표현을 하기위한 단계적인 방법을 말한다. 여기서 래스터(raster)란 컴퓨터에서 화상 정보를 표현하는 한 가지 방법으로 이미지를 2차원 배열 형태의 픽셀로 구성하고 이 점들의 모습을 조합, 일정한 간격의 픽셀들로 하나의 화상 정보를 표현하는 것을 말한다. 즉, 한 줄에서 연속된 픽셀들의 집합을 래스터라고 한다. OpenGL과 Direct3D가 두 개의 3차원 그래픽 표준으로, 매우 비슷한 그래픽 파이프라인을 기술하고 있다.

## 구조
그래픽스 파이프라인은 3가지 주요 부분으로 나눌 수 있다: 애플리케이션, 지오메트리, 래스터라이제이션.

## 단계
- 그래픽 파이프라인의 발생
- 변형
- 버텍스 당 광원 처리 (버텍스 셰이더)
- 변형 가시화 및 변형 일반화
- 프리미티브 발생 (지오메트리 셰이더)
- 오려내기 (클리핑)
- 뷰포트 변형
- 스캔 변환 및 래스터화
- 텍스처링, 음영 처리
- 화면 표시

## 같이 보기
- 그래픽 처리 장치
- 파이프라인 (컴퓨팅)
  - 명령어 파이프라인
- 하드웨어 가속